# Antrocephalus euphorbiae
Antrocephalus euphorbiae är en stekelart som beskrevs av Jean Risbec 1954. Antrocephalus euphorbiae ingår i släktet Antrocephalus och familjen bredlårsteklar.
Artens utbredningsområde är Senegal. Inga underarter finns listade i Catalogue of Life.